# Thomas Laske
Thomas Laske (* 27. Oktober 1969 in Stuttgart) ist ein deutscher Opernsänger (Bariton, Bass).

## Leben
Laske besuchte bis 1989 das Fanny-Leicht-Gymnasium in Stuttgart-Vaihingen und war zehn Jahre lang (1978–89) Sänger bei den Stuttgarter Hymnus-Chorknaben. Er studierte ab 1990 in Düsseldorf zunächst Ton- und Bildtechnik (mit Abschluss 1996), danach Gesang. Gesangsunterricht erhielt er bei Brigitte Dürrler, Ria Goetze, ab 1997 auch bei Andreas Schmidt und in Meisterkursen, unter anderem bei Otto Edelmann, Elio Battaglia, John Shirley-Quirk, Wolfgang Schöne und Edith Wiens.
Seine Karriere als Opernsänger begann er von 1997 bis 1999 als Mitglied des Opernstudios der Deutschen Oper am Rhein Düsseldorf-Duisburg. Ab 1999 war er Ensemblemitglied der Bühnen Gelsenkirchen-Wuppertal (Schillertheater, NRW Gelsenkirchen/Wuppertal); dort sang er unter anderem Valentin in Faust und Schaunard in La Bohème. Ab 2001 war er an den Wuppertaler Bühnen engagiert. Er gastierte an der Deutschen Oper Berlin, an der Oper Köln, am Opernhaus Frankfurt/Main und an der Bayerischen Staatsoper München.
Zu seinem Bühnenrepertoire gehörten unter anderem folgende Partien: Figaro (Der Barbier von Sevilla), Graf Almaviva und Figaro (Le nozze di Figaro), die Titelrolle in Don Giovanni, Escamillo (Carmen), die Titelrolle in Eugen Onegin, Konsul Sharpless (Madama Butterfly) und Marcello (La Bohème). Als Konzertsolist trat er in Deutschland, Österreich, Frankreich, Italien und Tschechien auf. Zu seinem Konzertrepertoire gehören Komponisten wie Johann Sebastian Bach, Gioachino Rossini, Felix Mendelssohn Bartholdy und Giuseppe Verdi.
2003 wurde er von der Zeitschrift „Theater pur“ zum besten Nachwuchsopernsänger gewählt. Seit 2010 unterrichtet er als Dozent für Gesang an der Robert Schumann Hochschule Düsseldorf.
Seit 2019 fungiert er als Zweiter Vorsitzender der Wuppertaler Kurrende.

## Preise
- 1997: Erste Preise beim Richard-Strauss-Wettbewerb in München